# Bernardo Bellotto

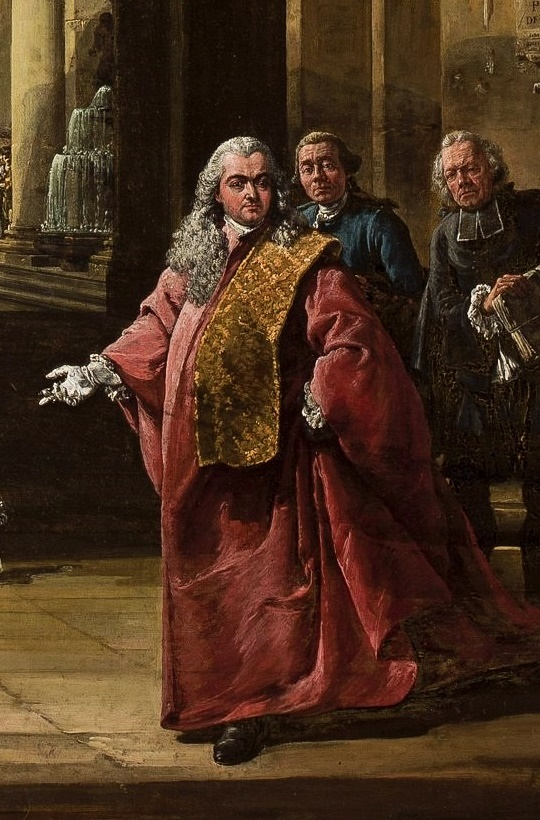
Autoritratto in costume da procuratore veneziano, particolare da Capriccio architettonico, 1765-1766, Varsavia, Museo Nazionale

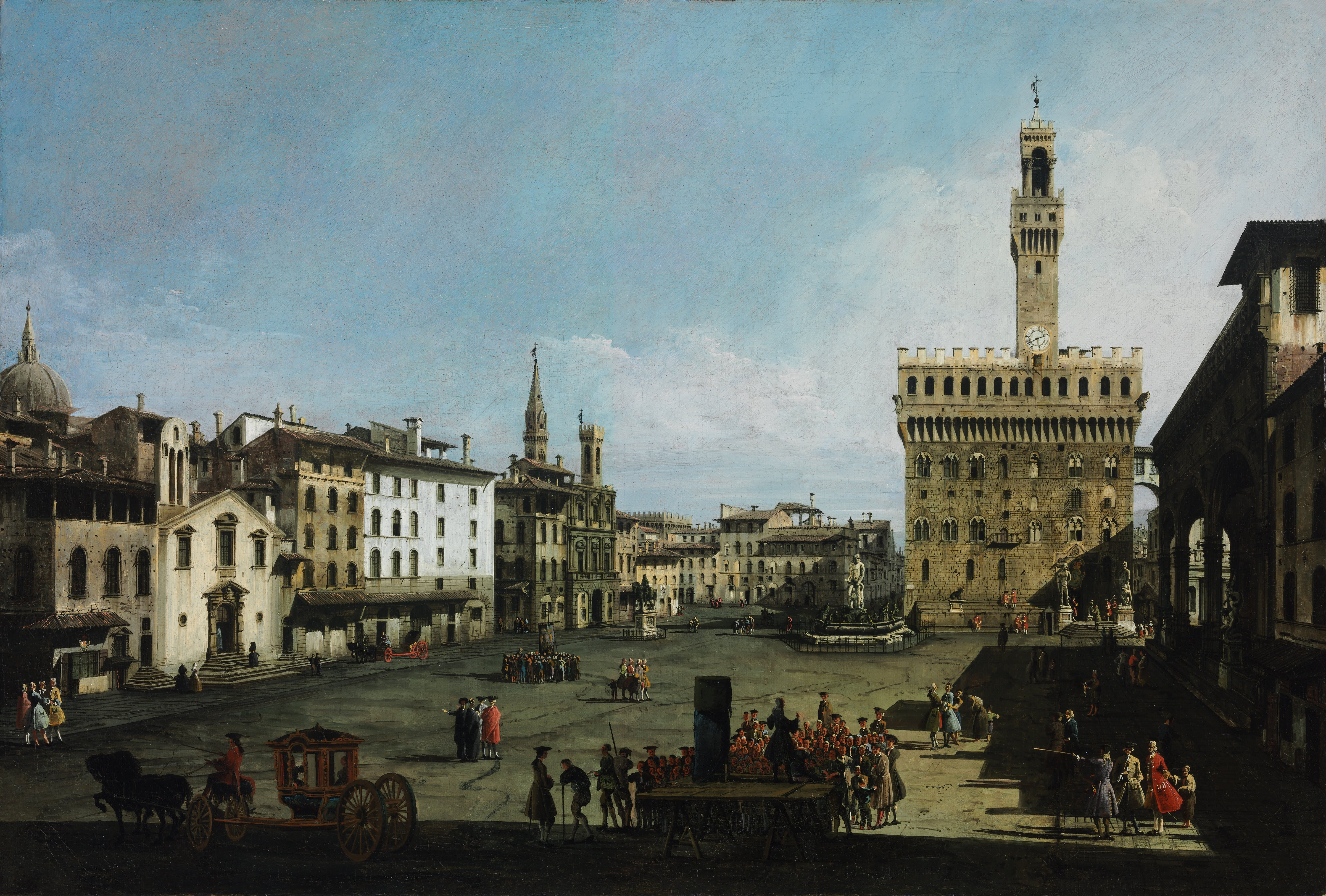
Piazza della Signoria a Firenze, Budapest, Museo di Belle Arti, 1742 ca.

Bernardo Bellotto (Bellotti) (Venezia, 30 gennaio 1721 – Varsavia, 17 ottobre 1780) è stato un pittore e incisore italiano, cittadino della Repubblica di Venezia. Nei paesi tedeschi e in Polonia è anche conosciuto con il nome di Canaletto, che usò su suggerimento dello zio Antonio Canal, più celebre titolare dello stesso pseudonimo.

## Biografia

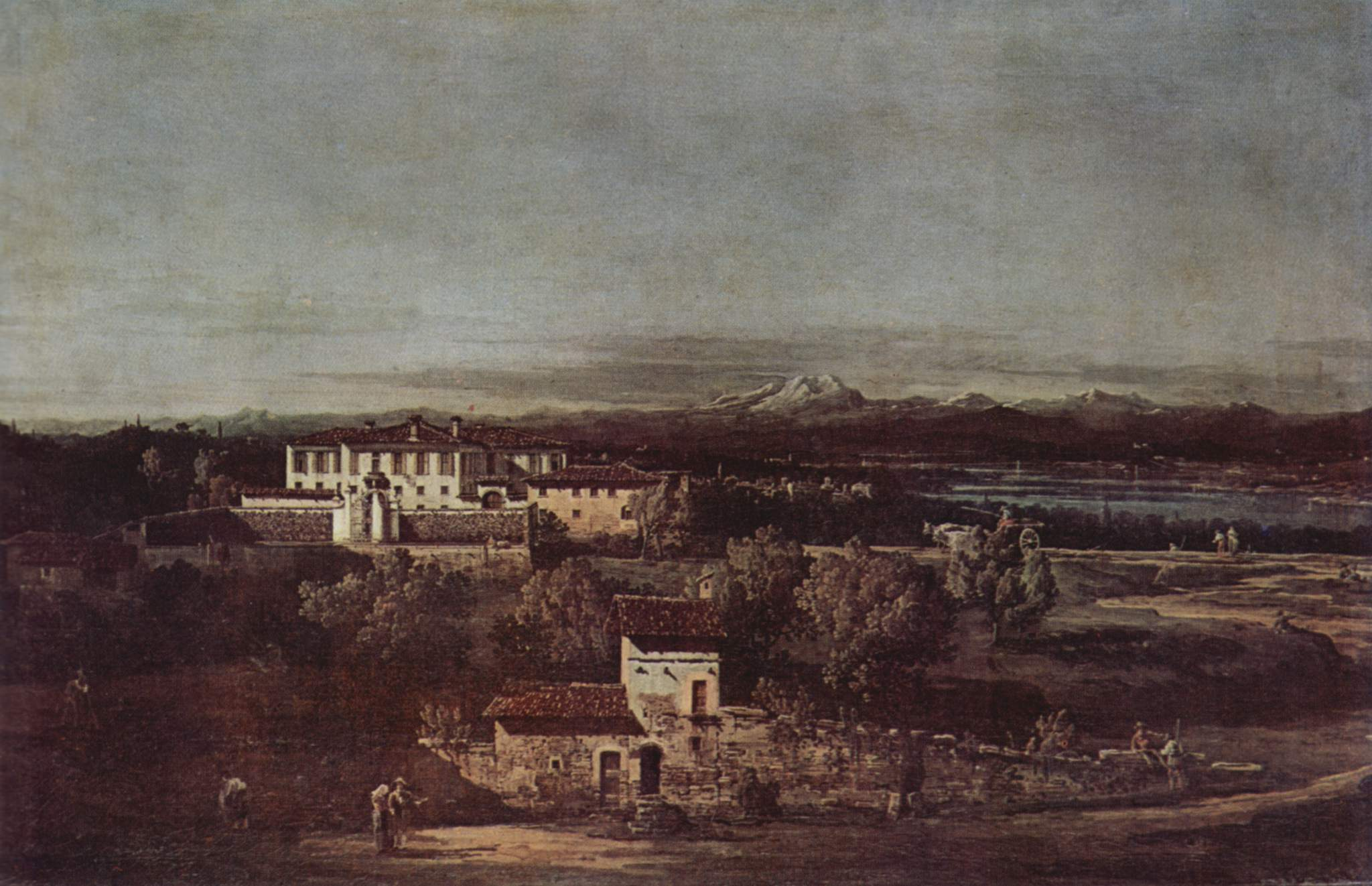
Veduta di Villa Perabò poi Melzi a Gazzada, Milano, Pinacoteca di Brera, 1744

Bernardo Bellotto nacque a Venezia il 30 gennaio 1721 (1720 more veneto) da Lorenzo e da Fiorenza Canal, sorella di Antonio Canal, il Canaletto. Suo fratello minore Pietro Bellotto (1725-1805 ca.) fu anch'egli pittore. Bernardo Bellotto dimostrò un talento precoce nella pittura vedutistica, che saprà rendere fresca e gradevole. Nel 1738 si iscrisse alla corporazione dei pittori veneziani. Su suggerimento dello zio Antonio Canal nel 1742 si recò a Roma, passando per Firenze, Lucca e Livorno. In seguito lavorò in Lombardia al servizio dei conti Simonetta e a Torino dove realizzò due vedute per la corte sabauda. Durante un breve soggiorno a Verona probabilmente entrò in contatto con Pietro Guarienti a cui si deve la prima e unica biografia antica dell'artista.
Nei primi tempi della propria emancipazione professionale Bellotto si appoggiò al più famoso nome dello zio. Non a caso, nei paesi di lingua tedesca e in alcuni limitrofi, ancora oggi è indicato come "Bernardo Bellotto, genannt Canaletto" Le differenze caratteristiche del più giovane sono una più esatta osservazione e resa delle architetture, un trattamento più dinamico del cielo e dell'acqua, e chiaroscuri più drammatici, oltre naturalmente a una quantità assai più varia di luoghi ritratti. Il suo stile si arricchì ulteriormente sotto l'influenza dei grandi paesaggisti olandesi seicenteschi. Nel secondo suo soggiorno sassone virò, momentaneamente, verso una sorta di verismo descrittivo, nel quale la realtà venne riportata con una fedeltà fotografica.
Nel 1747, a soli ventisei anni, viene invitato dall'Elettore di Sassonia Augusto III a trasferirsi a Dresda. Qui ottiene subito fama e successo, anche a livello europeo, oltre che il ruolo di pittore di corte. Nel 1758 l'imperatrice Maria Teresa d'Austria lo chiamò a Vienna. Tre anni dopo si trasferì a Monaco di Baviera: dopo cinque anni tornerà a Dresda, dove nel 1764 entrò a far parte dell'Accademia.
Ma il clima culturale diffusosi in quegli anni, improntato al neoclassicismo, invoglierà l'artista a partire nel 1766 alla volta di Pietroburgo, per lavorare alla corte di Caterina II, fermandosi lungo il tragitto presso la corte di Stanislao Augusto Poniatowski con l’intento di ottenere delle credenziali per meglio presentarsi alla zarina; trovatosi bene in Polonia si fermò definitivamente a Varsavia, dove trascorrerà gli ultimi anni della sua vita e dove diventò pittore di corte nel 1768. Dei luoghi visitati, lasciò una indelebile traccia nelle sue tele, che si distinguono per l'accuratezza dei particolari e l'attenta resa della luminosità caratteristica. Le vedute realizzate a Varsavia sono state prese come modello per la ricostruzione della città dopo i bombardamenti della seconda guerra mondiale.

## Opere principali

### Inizi

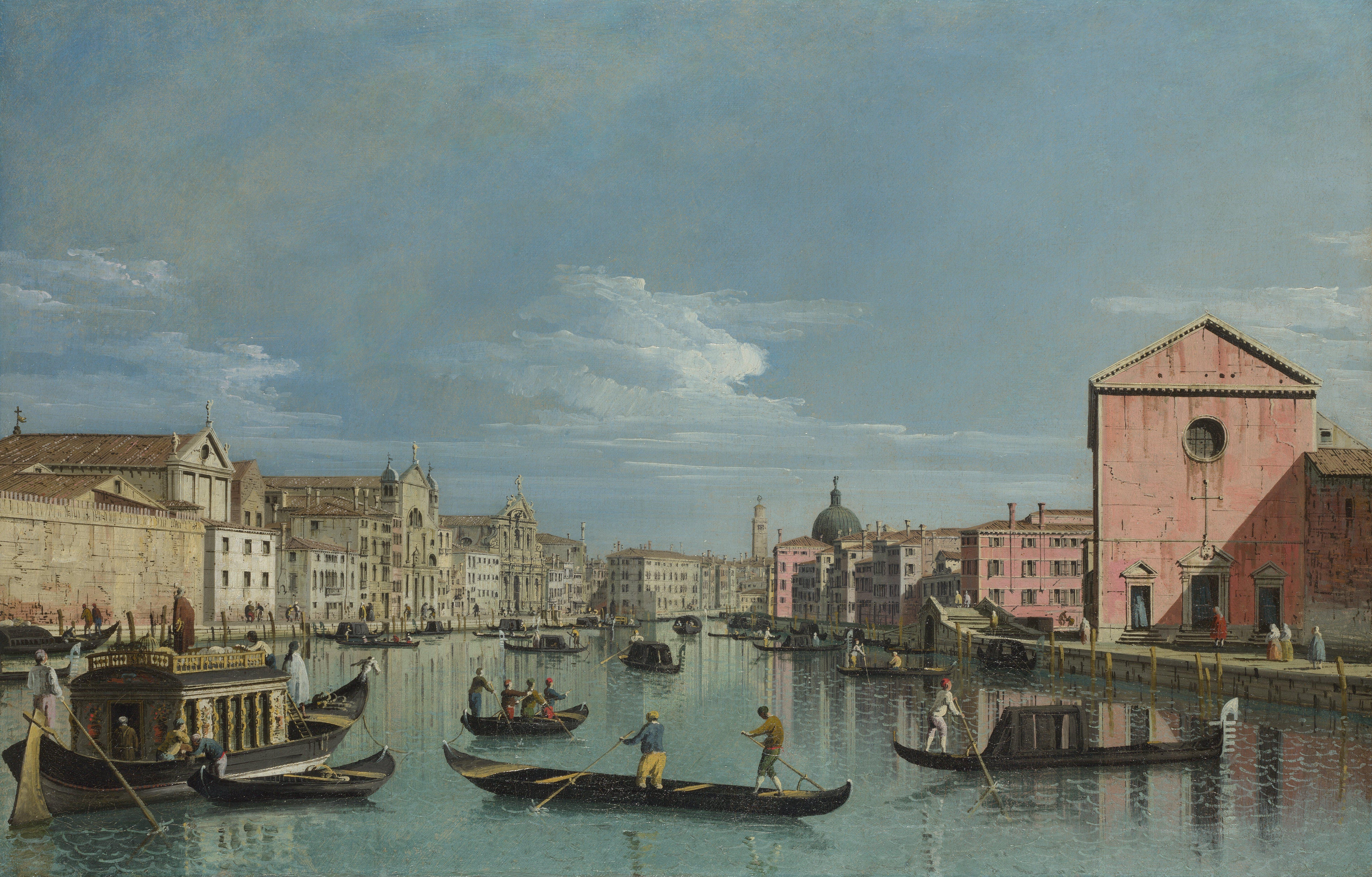
Canal Grande davanti Santa Croce, 1740-50 ca., Londra, National Gallery

- Piazza san Marco, 1740 ca., Cleveland (Ohio), Cleveland Museum of Art
- Canal Grande davanti Santa Croce, 1740-50 ca., Londra, National Gallery
- Capriccio romano col Campidoglio, 1742 ca., Parma, Galleria Nazionale di Parma
- Rovine del Foro romano, 1743 ca., Melbourne, National Gallery of Victoria
- Venezia: il campo dell'Arsenale, 1743 ca., Ottawa, National Gallery of Canada
- Veduta di Vaprio d'Adda, 1744, New York, Metropolitan Museum of Art
- Veduta di Piazza san Marco, La Spezia, Museo civico Amedeo Lia
- Veduta di Villa Perabò poi Melzi a Gazzada, 1744 ca., Milano, pinacoteca di Brera
- Veduta di Torino con il Palazzo Reale, 1745, Torino, Galleria Sabauda
- Veduta del vecchio ponte sul Po a Torino, 1745, Torino, Galleria Sabauda
- Il ponte delle Navi a Verona, 1746-1747, Edimburgo, Powis Castle, in deposito presso Scottish National Gallery

### Le corti europee

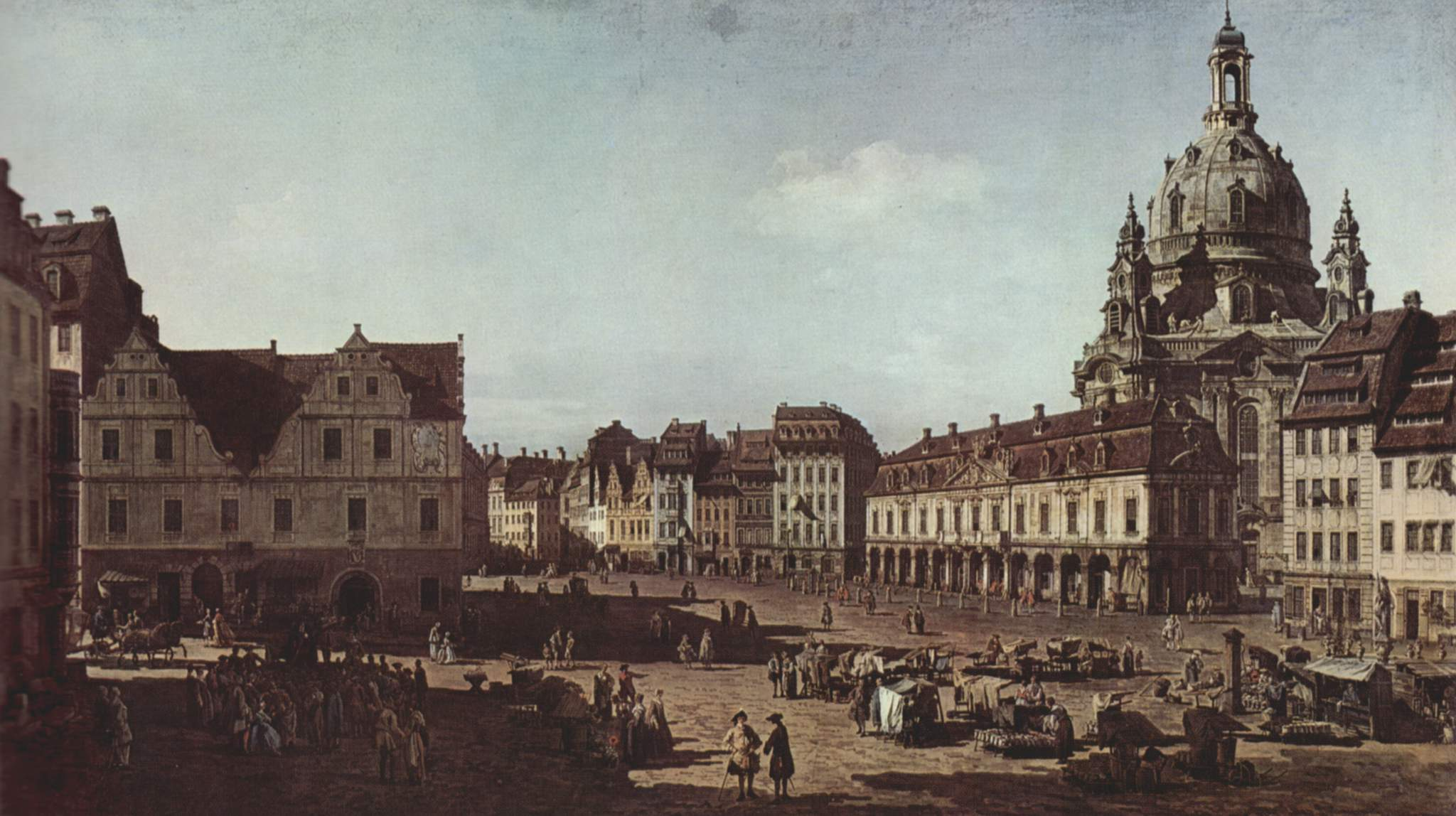
Veduta di Dresda con la Frauenkirche, Dresda, Gemäldegalerie, 1750-1752

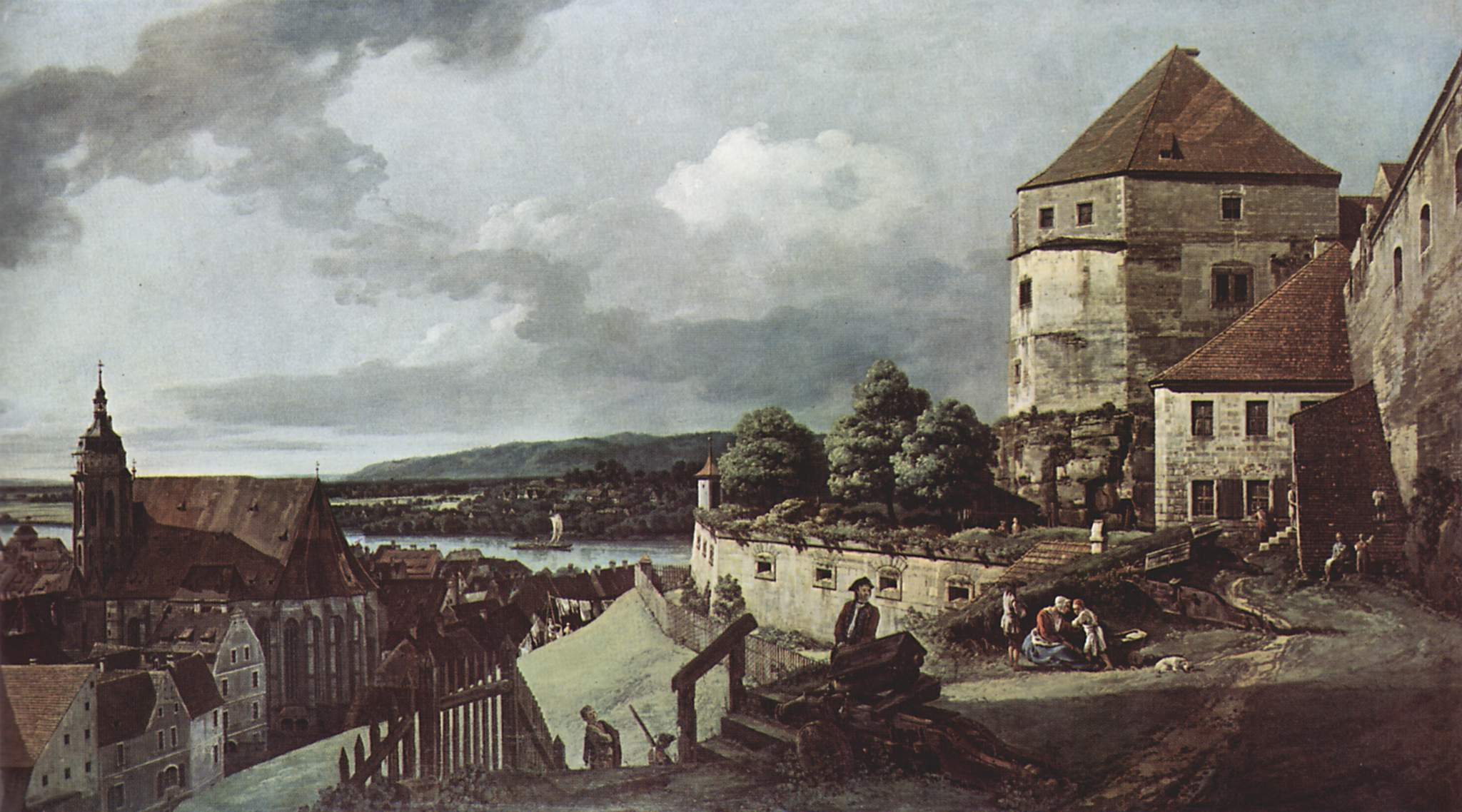
Veduta di Pirna, Dresda, Gemäldegalerie, 1753-1755

- Il mercato nuovo a Dresda, 1747 ca., San Pietroburgo, Museo dell'Ermitage
- La Hofkirche di Dresda con il castello e il ponte di Augusto (Dresda dalla riva sinistra dell'Elba), 1748, Torino, Pinacoteca Giovanni e Marella Agnelli
- Il Mercato Nuovo di Dresda visto dalla Moritzstrasse, 1750 ca., Torino, Pinacoteca Giovanni e Marella Agnelli
- Veduta di Dresda con la Frauenkirche, 1750-1752, Dresda, Gemäldegalerie
- Piazza con la Kreuzkirche a Dresda, 1751-1752, San Pietroburgo, Museo dell'Ermitage
- Vienna vista dal Belvedere, 1758-1761, Vienna, Museo di Storia dell'Arte (Kunsthistorisches Museum)
- Capriccio con la cacciata dei mercanti dal tempio, 1765-1766, Varsavia, Museo Nazionale

### Gli ultimi anni a Varsavia
- La chiesa delle suore di San Bernardo e la colonna di Sigismondo III a Varsavia dalla discesa verso la Vistola, 1768-1770, Varsavia, Museo del Castello reale
- Veduta di Varsavia con la Vistola dal sobborgo di Praga, 1770, Varsavia, Museo del Castello reale
- Veduta dei prati di Wilanòw, 1775, Varsavia, Museo del Castello reale
- La via Miodowa a Varsavia, 1777, Varsavia, Museo del Castello reale
- Piazza Kraninski a Varsavia, 1778, Varsavia, Museo del Castello reale

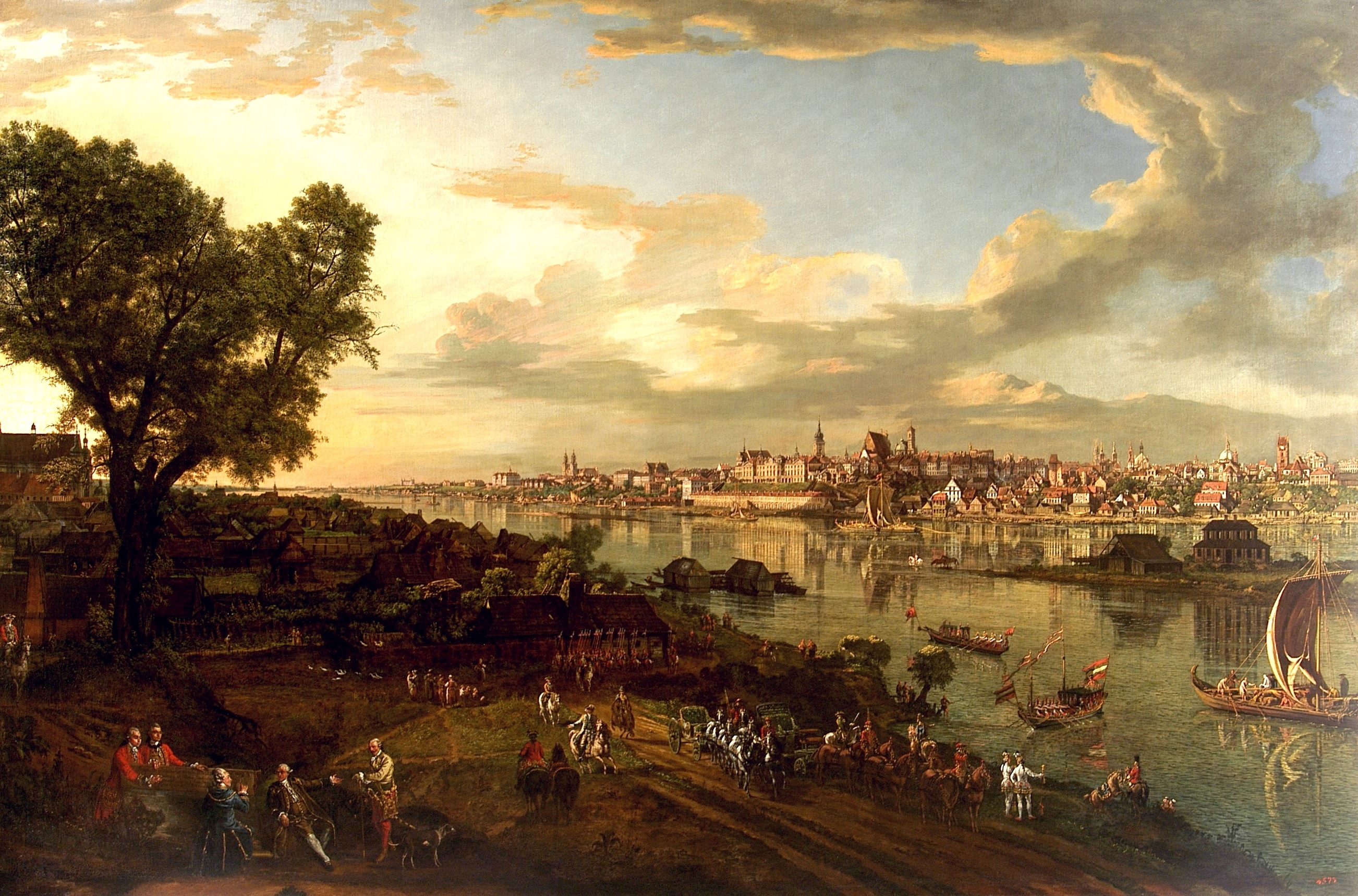
Veduta di Varsavia con la Vistola dal sobborgo di Praga, 1770, Varsavia, Museo del Castello reale

- Veduta di Varsavia con la Vistola dal sobborgo di Praga, 1770, Varsavia, Museo del Castello realePiazza della porta di Ferro a Varsavia, 1779, Varsavia, Museo del Castello reale
- La chiesa dei Carlemitani a Varsavia, 1780. Varsavia, Museo del Castello reale